# Victor Kugler
Victor Kugler, né le 6 juin 1900 à Hohenelbe et mort le 16 décembre 1981 à Toronto au Canada, fut l'un de ceux qui aidèrent Anne Frank et sa famille à se dissimuler lors de l'occupation allemande des Pays-Bas. Dans Le Journal d'Anne Frank, publié de manière posthume, il y est fait référence sous le vocable de Mr. Kraler.

## Éléments biographiques
Victor Kugler nait le 6 juin 1900 d'Émilie Kugler, une couturière, et d'un père inconnu dans la Région de Hradec Králové alors en Autriche-Hongrie. Élève brillant, il fait des études dans le textile et décroche un diplôme de tisserand en Allemagne. En 1917, il est mobilisé dans la Marine austro-hongroise. Blessé en avril 1918, il est démobilisé. En 1920, Victor Kugler s'installe aux Pays-Bas. En 1923, il décroche un diplôme de correspondance commerciale néerlandaise et trouve ainsi un emploi dans une entreprise d'Utrecht commercialisant de la pectine.
En 1928, il épouse une Néerlandaise: Laura Maria Buntenbach. En 1933, il travaille pour l'entreprise Opekta d'Otto Frank et demande la nationalité néerlandaise qu'il obtient en 1938. En décembre 1941, une ordonnance allemande interdit désormais aux Juifs d'être propriétaire d'une entreprise. Otto Frank la cède donc à Victor Kugler et à Johannes Kleiman mais en reste néanmoins, clandestinement, le patron.
Le 6 juillet 1942, avec l'aide de Victor Kugler, la famille entre en clandestinité et se cache dans une annexe de l'usine Opekta. Jusqu'en août 1944, lui et ses collègues Miep Gies, Johannes Kleiman et Bep Voskuijl veilleront au devenir des huit clandestins de la famille Frank. Victor Kugler conçut ainsi l'armoire pivotante qui servit à dissimuler l'accès à la cachette.
À la suite d'une dénonciation dont l'auteur ne sera jamais identifié, Victor Kugler, Johannes Kleiman et la famille Frank sont arrêtés le 4 août 1944 et emmenés au quartier général du Sicherheitsdienst à Amsterdam. Victor Kugler et Johannes Kleiman sont écroués à la prison de l'Amstelveenseweg puis transférés, le 7 septembre 1944 à la prison de Weteringsschans à Amsterdam. Le 11 septembre 1944 ils sont transférés dans le camp de concentration d'Amersfoort aux Pays-Bas.
Fin mars 1945, lors d'une marche de la mort, Victor Kugler s'évade et rejoint la clandestinité jusqu'à la fin de la guerre.
Le 6 décembre 1952, son épouse, Laura Maria Buntenbach, meurt. Il se remarie le 22 octobre 1953 avec Lucie van Langen. En 1955, il émigre au Canada où il travaille un temps comme électricien puis comme agent d'assurance. À cette époque, il commence à témoigner dans les écoles.
Victor Kugler meurt le 16 décembre 1981 à Toronto au Canada.

## Reconnaissances
- En 1973, il est reconnu Juste parmi les nations par l'Institut Yad Vashem[1].